# Mörk skriktrast
Mörk skriktrast (Turdoides tenebrosa) är en fågel i familjen fnittertrastar inom ordningen tättingar.

## Utseende och läte
Mörk skriktrast är just en mycket mörk skriktrast, med ljust öga. Arten liknar tygelskriktrast, men är mycket mörkare och överlappar knappt i utbredningsområde. Fågeln avslöjas vanligen av sitt raspiga och bubblande läte, typiskt avgivet i kör av en hel grupp.

## Utbredning och systematik
Fågeln förekommer från nordöstra Centralafrikanska republiken till nordvästra Uganda och sydvästra Etiopien. Den behandlas som monotypisk, det vill säga att den inte delas in i några underarter.

## Levnadssätt
Mörk skriktrast förekommer mycket lokalt i fuktig skogsmark med tät undervegetation. Den ses nästan alltid i smågrupp som födosöker genom att hoppa på marken. Jämfört med de flesta andra skriktrastar är den mycket skyggare och mer tillbakadragen.

## Status och hot
Arten har ett stort utbredningsområde, men tros minska i antal, dock inte tillräckligt kraftigt för att den ska betraktas som hotad. Internationella naturvårdsunionen IUCN listar arten som livskraftig (LC).